# 勒特雷波尔-梅尔斯站
勒特雷波尔-梅尔斯站，是法国的一个铁路车站，位于法国北部海滨城市勒特雷波尔，靠近梅尔斯莱班。

## 位置
勒特雷波尔-梅尔斯站位于勒特雷波尔市区的北部，是一个尽头式的车站，开口朝西，列车只能从车站东侧进出。

## 设施
勒特雷波尔-梅尔斯站设有人工售票窗口，其开放时间如下：
- 周一至五：5:35~8:30，9:10~12:30，13:30~17:25，17:50~19:30
- 周六：6:40~10:25,11:00~17:25
- 周日及节假日：7:20~11:40,12:10~18:05,18:20~20:30

此外，勒特雷波尔-梅尔斯站还设有自动售票机等设施。

## 停靠线路
以下列车线路在勒特雷波尔-梅尔斯站停靠：
| 勒特雷波尔-梅尔斯站列车线路表 |      |                     |          |                        |
| 线路                          | 车种 | 上一站              | 下一站   | 大致运行频率           |
| 博韦—勒特雷波尔               | TER  | 布雷勒河畔布朗尼/厄 | （终点） | 每天2~4趟              |
| 巴黎—勒特雷波尔               | TER  | 厄                  | （终点） | 每天1趟                |
| 阿布维尔—勒特雷波尔           | TER  | 厄                  | （终点） | 每天1趟                |
| 亚眠—勒特雷波尔               | TER  | 厄                  | （终点） | 每天1趟                |
| 拉昂/亚眠—勒特雷波尔          | TER  | 阿布维尔            | （终点） | （仅夏季特定时段开行） |
| 1. 2. 3.                      |      |                     |          |                        |

## 配套交通

### 长途客车
| 停靠勒特雷波尔站的大巴车 |                                              | |
| 上下车地点               | 运营单位                                     | 主要目的地                                                                                               |
| 勒特雷波尔-麦尔斯站门口  | 塞纳-马恩省城际客运 Lignes de Seine-Maritime | - 68线：滨海克里耶勒、迪耶普                                                                             |
| 勒特雷波尔-麦尔斯站门口  | 索姆省城际客运 Trans'80                      | - 1号线：加马什、勒特朗斯莱、瓦斯蒙、艾赖讷、亚眠 - 2号线：欧勒特、弗里维尔-埃斯卡博坦、米阿奈、阿布维尔 |
| 勒特雷波尔-麦尔斯站门口  | SNCF Car TER                                 | - 25线：厄、阿布维尔 - 当某条铁路线施工或罢工时，SNCF可能也会提供途径该线路沿途站点的大巴车              |
| 1. 2. 3.                 |                                              | |

### 市内交通
途径勒特雷波尔-梅尔斯站的城市公交线路由塞纳-马恩省城际客运运行，上车两元。
| 勒特雷波尔-梅尔斯站附近的市内公共交通线路 |                         |                    |
| 公交车站名称                              | 位置                    | 停靠线路           |
| Gare SNCF 火车站                          | 勒特雷波尔-梅尔斯站门口 | - 三姐妹城摆渡公交 |
| 1.                                        |                         |                    |

### 社会车辆
勒特雷波尔-梅尔斯站门口设有社会车辆停车场。

## 临近车站
| 勒特雷波尔-梅尔斯站（Gare du Tréport - Mers） |                        |          |
| 上行车站                                      | 线路                   | 下行车站 |
| 厄站                                          | 埃皮奈－勒特雷波尔铁路 | （终点） |
| - 本表仅显示运营中的线路及车站                |                        |          |